# Khamis Al-Marri
Khamis Al-Marri (Catar - 6 de julio de 1984) es un árbitro de fútbol catarí internacional desde 2010 y arbitra en la Liga de fútbol de Catar.

## Torneos de selecciones
Ha arbitrado en los siguientes torneos de selecciones nacionales:
- Copa de Naciones del Golfo de 2010 en Yemen
- Juegos Asiáticos de 2014 en Corea del Sur
- Clasificación de AFC para la Copa Mundial de Fútbol de 2018
- Campeonato Sub-19 de la AFC
- Clasificación para la Copa Asiática 2019
- Campeonato de Fútbol del Este de Asia 2017 en Japón
- Campeonato Sub-23 de la AFC 2018 en China
- Campeonato de Fútbol de la ASEAN
- Copa Asiática 2019 en Emiratos Árabes Unidos
- Copa Mundial de Fútbol Sub-17 de 2019 en Brasil[2][3]

## Torneos de clubes
Ha arbitrado en los siguientes torneos de internacionales de clubes durante varios años:
- Copa Presidente de la AFC
- Copa AFC
- Liga de Campeones de la AFC